# Жорж Ежен Осман

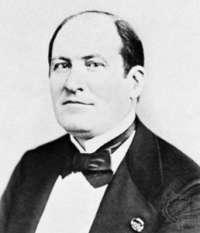
Жорж Ежен Осман в 1865

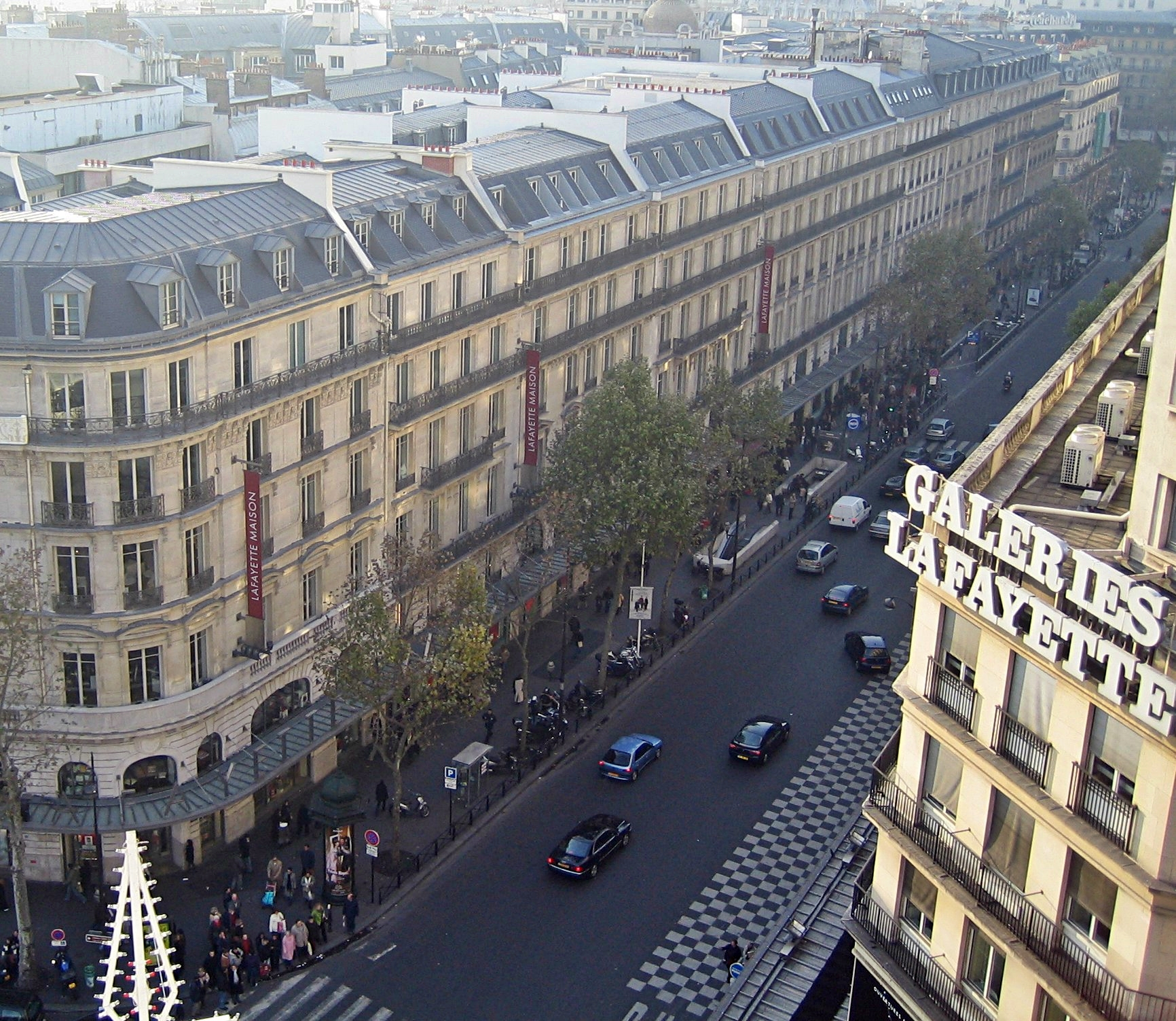
Бульвар Осман, Париж

Жорж Еже́н Осма́н (27 березня 1809 , Париж  — 11 січня 1891 , Париж ), відомий як барон Осман  — французький державний діяч, префект департаменту Сена (1853—1870), сенатор (1857), член Академії образотворчого мистецтва (1867), містобудівник, багато в чому визначив сучасний вигляд Парижа.

## Життєпис
Народився 27 березня 1809 в Парижі, в протестантській родині німецького походження. Навчався в ліцеї Кондорсе, потім вивчав право, паралельно займаючись музикою. Адміністративну кар'єру почав у 1830 році, отримавши посаду супрефекта Нерака.
Осман підтримав державний переворот 2 грудня 1851 року та відновлення монархії. 1853 року він став префектом департаменту Сена і зберігав цей пост до 1870. На цій посаді оточив себе численними інженерами (Жан-Шарль Альфан, Ежен Бельгран) для реалізації проектів з упорядкування міста й вдосконалення комунальної інфраструктури. За вказівкою Наполеона III облаштував для прогулянок парижан Булонський ліс і кілька парків в самому Парижі, зокрема парки Монсурі та Бютт-Шомон.
Перебудував ряд населених кварталів: зніс безліч старих (в тому числі середньовічних) будинків і проклав багато бульварів, що пізніше здобули популярність. Загалом під керівництвом Османа було реорганізовано близько 60 % нерухомості Парижа.
У 1865 для своїх робіт отримав кредит у 250 млн франків, в 1869 — ще один, на 260 млн франків. Ці кредити сприймалися громадськістю, як не зовсім чисті. Після публікації Жулем Фері памфлету «Фантастичні рахунки Османа», прем'єр-міністр Еміль Олів'є відсторонив барона Османа від посади.
Осман помер у Парижі 11 січня 1891. Похований на кладовищі Пер-Лашез. Його ім'ям названо один з бульварів у центрі Парижа.

## Містобудівні роботи барона Османа в Парижі
Наполеон III призначив Жоржа Османа префектом департаменту Сена в 1853. Отримавши карт-бланш від монарха, Осман практично повністю перекроїв вуличну мережу Парижа, зруйнувавши більшу частину старого Парижа заради створення осей, які пронизують столицю і відкривають прекрасні види (перспективи) на монументи міста. Всі містобудівні роботи мали соціальні та військові причини: нові широкі бульвари мали підняти престиж відродженої монархії, а знищення кварталів старого Парижа мало унеможливити повторення подій, аналогічних до Французької революції. Ці реформи змусили робітниче населення переселитися в передмістя.